# Tamara Hundorowa
Tamara Iwaniwna Hundorowa (ukr. Тамара Іванівна Гундорова, ur. 1955) – ukraińska literaturoznawczyni i kulturoznawczyni.
Urodziła się w 1955 roku w obwodzie połtawskim. W roku 1977 ukończyła studia na Wydziale Filologicznym Uniwersytetu im. Tarasa Szewczenki w Kijowie, a cztery lata później obroniła doktorat zatytułowany „Problem inteligencji i narodu w powieściach społeczno-psychologicznych Iwana Franki z lat osiemdziesiątych i dziewięćdziesiątych XIX wieku”.
Od 1981 roku pracuje w Instytucie Literatury im. Tarasa Szewczenki Akademii Nauk Ukrainy (NANU), a od 2022 roku kieruje tam Zakładem Teorii Literatury. W 1996 roku obroniła habilitację „Dyskurs ukraińskiego modernizmu. Interpretacja postmodernistyczna”.
Do jej zainteresowań naukowych należą: teoria literatury, gender studies, krytyka postkolonialna, postmodernizm, literatura ukraińska.
Jest członkiem korespondentem NANU, współpracownikiem naukowym Ukraińskiego Instytutu Naukowego na Uniwersytecie Harvarda. Pracuje na stanowisku dziekana Wolnego Uniwersytetu Ukraińskiego w Monachium. Od 2016 roku stoi na czele ukraińskiego naukowo-wydawniczego Instytutu Krytyki.
W latach 2023–2024 wykładała na Uniwersytecie Princeton, w 2024 roku na Uniwersytecie Harvarda.
Jest autorką monografii naukowych poświęconych zagadnieniom i zjawiskom ukraińskiej literatury, w tym twórczości, działalności i wpływom Iwana Franki oraz Olhy Kobylańskiej.